# Hannan
Hannan (Japans: 阪南市, Hannan-shi) is een Japanse stad in de prefectuur Osaka. Begin 2014 telde de stad 55.694 inwoners. Hannan maakt deel uit van de metropool Groot-Osaka.

## Geschiedenis
Op 1 oktober 1991 werd Hannan benoemd tot stad (shi). De stad heeft een geschiedenis die teruggaat tot aan de Naraperiode.
Steden:
Daito · Fujiidera · Habikino · Hannan · Higashiosaka · Hirakata · Ibaraki · Ikeda · Izumi · Izumiotsu · Izumisano · Kadoma · Kaizuka · Kashiwara · Katano · Kawachinagano · Kishiwada · Matsubara · Minoh · Moriguchi · Neyagawa · Osaka (hoofdstad) · Osakasayama · Sakai · Sennan · Settsu · Shijonawate · Suita · Takaishi · Takatsuki · Tondabayashi · Toyonaka · Yao

Districten:
Minamikawachi · Mishima · Senboku · Sennan · Toyono
Gemeenten per district